# Liste der finnischen Orden und Ehrenzeichen
Diese Liste gibt einen Überblick über die finnischen Orden und Ehrenzeichen.
Staatliche Orden

Wappen Finnlands

- Finnischer Orden des Freiheitskreuzes (1918)
- Finnischer Orden der Weißen Rose (1919)
- Orden des Löwen von Finnland (1942)

Die Finnische Orthodoxe Kirche hat einen semioffiziellen Orden, der Finnische Orden vom Heiligen Gotteslamm (gegründet 1935)
Einige Erinnerungsmedaillen und -Kreuze des Finnischen Bürgerkriegs
- Tampere-Erinnerungsmedaille
- Vilppula-Erinnerungsmedaille
- Rautu-Erinnerungskreuz
- Patterimaki-Erinnerungskreuz
- Svidia-Erinnerungsmedaille
- Aunus-Erinnerungskreuz

Einige Erinnerungskreuze des Winterkriegs, Fortsetzungskriegs und Lapplandkriegs
- Verdienstmedaille für Bevölkerungsschutzarbeit (1940)
- Karelia-Kreuz
- Tolvajarvi-Kreuz
- Summa-Kreuz
- Taipale-Kreuz
- Kollaa-Kreuz
- Kainuu-Kreuz
- Ladoga-Medaille
- Muolaa-Kreuz
- Pitkaranta-Kreuz
- Koivisto-Kreuz
- Maaselka-Kreuz
- Luftwaffen-Erinnerungskreuz
- Marine-Erinnerungskreuz
- Küsten-Artillerie-Erinnerungskreuz

Staatliche oder staatlich anerkannte finnische Verdienstkreuze und -medaillen
- Verdienstkreuz der finnischen Körperkultur und des Sports
- Olympiaverdienstkreuz (1951)
- Olympiaverdienstmedaille (1951)
- Lebensrettungsmedaille (1978)
- Erinnerungsmedaille des „Finnischen Freiheitskrieges“, d. h. an die Teilnehmer der Truppen der Republik Finnland (Weißen) im Finnischen Bürgerkrieg (1918)
- Erinnerungsmedaille des Winterkriegs (1940)
- Erinnerungsmedaille des Fortsetzungkriegs und Lapplandkriegs (1957)
- Entminungsmedaille (1993)
- Medaille für menschliche Freundlichkeit (1945)
- Verdienstkreuz der Kriegsinvaliden (1957)
- Polizeiverdienstkreuz (2000)
- Grenzschutzverdienstkreuz und -medaille (1968)
- Feuerwehrverdienstmarke (1942)
- Zivilschutzverdienstmedaille (1940, 1. und 2. Klasse)
- Justizvollzugverdienstkreuz (1957)
- Zollamtverdienstkreuz mit Schnalle (2004)
- Militärverdienstkreuz (1977)
- Goldenes Verdienstkreuz des Finnischen Reserveoffizierverbundes (1981)
- Zunftverdienstmedaille (1981)
- Zollamtverdienstkreuz (2004)
- Verdienstkreuz des Reserveunteroffizierverbundes und Verdienstkreuz des Reservistenverbundes (1982)
- Verdienstkreuz des Befehlsverbundes (1991)
- Verdienstmedaille des Ingenieuroffizierverbunds (1990)
- Verdienstmedaille des Kadettenkorps (1990)
- Verdienstmedaille der Verkehrsicherheitsbranche (1992)
- Sonderverdienstmedaille der Arbeitsumweltarbeit (1997)
- Vergoldete Verdienstmedaille der Polizei (2000)
- Motorverkehrverdienstmedaille (2007)